# Výměšek
Výměšek (sekret) je chemická látka vyměšovaná buňkami z těla. Nejedná se přímo o jejich odpadní produkt, protože slouží k různým funkcím. Výměšky jsou dvojího druhu: exkrety (např. hleny) a inkrety (hormony), které jsou produkovány žlázami s vnitřní sekrecí. Jiným významem slova „výměšek“ je výkal (exkrement, výmět).
V lidském organismu existuje celá řada žláz s vnitřní sekrecí, které vylučují sekret v podobě bílkovin, hormonů či jiných látek. Ty pak napomáhají různým procesům v organismu. Současně se u lidí vyskytují také žlázy s vnější sekrecí, například potní vylučující pot, který mimo jiné ochlazuje pokožku.
U živočichů se vyskytují různé druhy žláz vylučujících sekret. Může se jednat například o jedové žlázy hadů, pachové žlázy tchoře nebo pižmo kabara pižmového.

## Typy sekrece
Typy sekrece podle toho, jakým způsobem buňka sekret vylučuje:
- Merokrinní – váček vytvořen v Golgiho aparátu splyne s membránou buňky a obsah váčku je tak vyloučen z buňky
- Apokrinní – váček vytvořen v Golgiho aparátu je obalen plazmatickou membránou a vyloučen
- Holokrinní – buňka se rozpadne a tím se vyloučí sekret

Dělení podle toho, kam se secernuje:
- Exokrinní sekrece – vylučování prostřednictvím vývodu, též vnější sekrece, u exokrinních žláz
- Endokrinní sekrece – vylučování hormonů přímo do krve, též vnitřní sekrece, u endokrinních žláz